# Peristylus cubitalis
Peristylus cubitalis là một loài thực vật có hoa trong họ Lan. Loài này được (L.) Kraenzl. mô tả khoa học đầu tiên năm 1898.